# Thelypteris paucijuga
Thelypteris paucijuga är en kärrbräkenväxtart som först beskrevs av Kl., och fick sitt nu gällande namn av Alan Reid Smith. Thelypteris paucijuga ingår i släktet Thelypteris och familjen Thelypteridaceae. Inga underarter finns listade.